# Дитяче меню

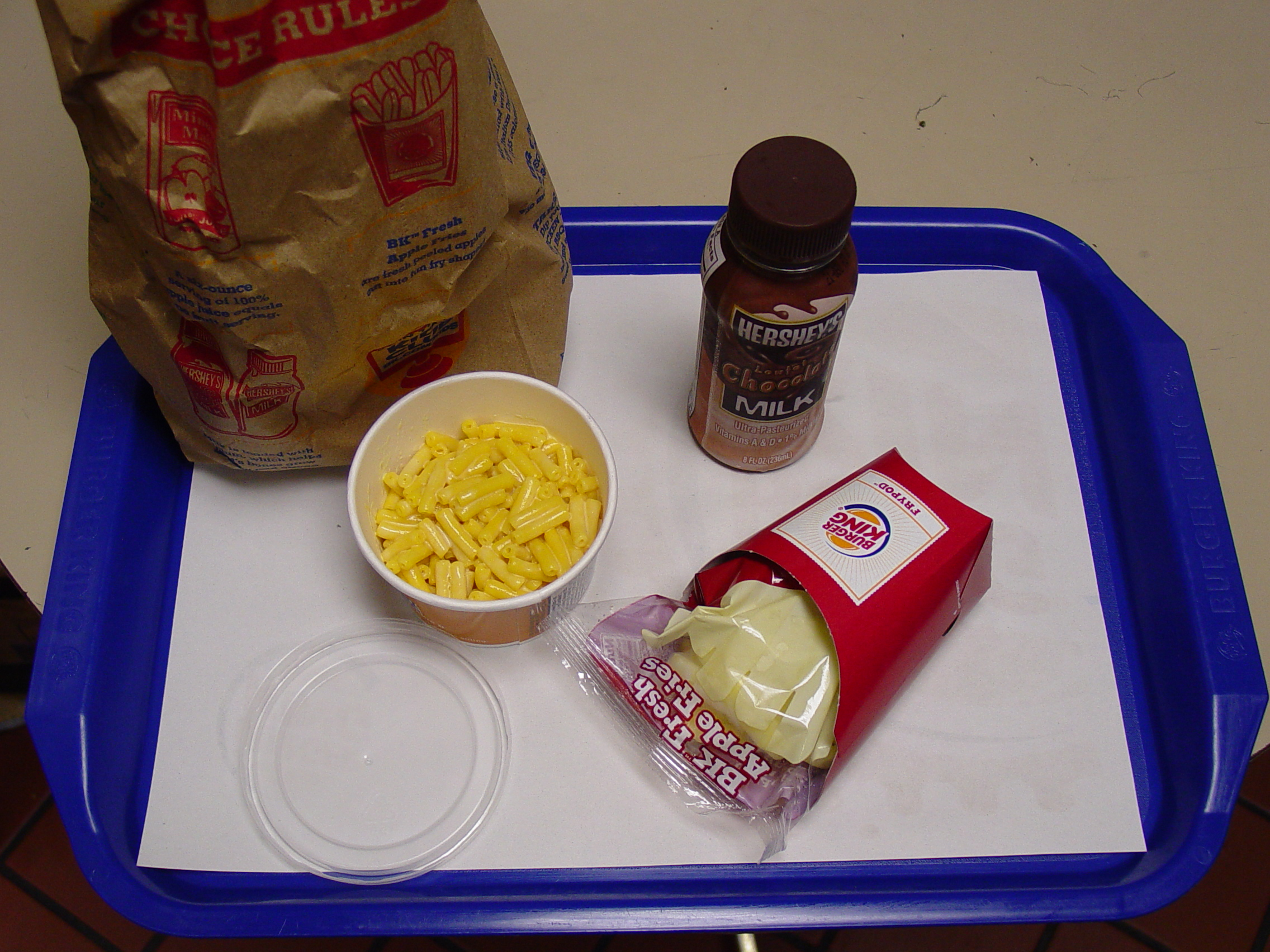
Дитячий обід від Burger King

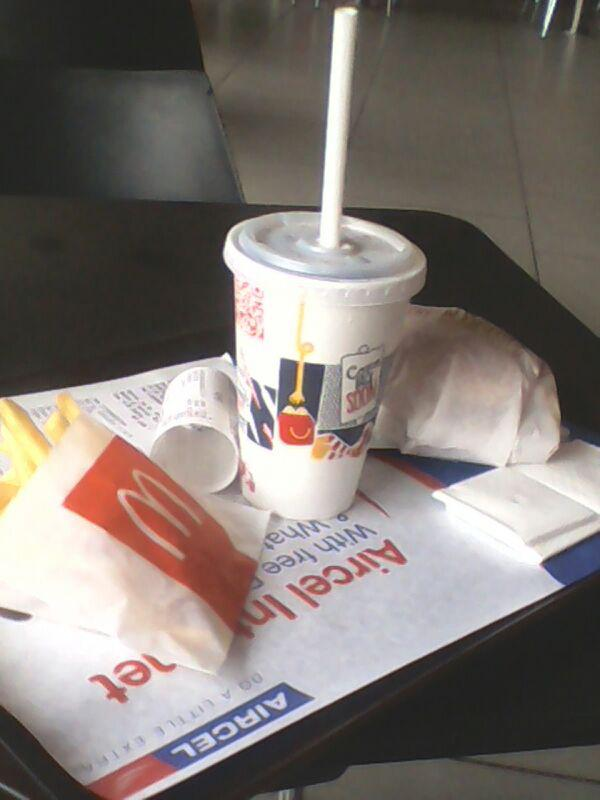
Дитячий меню в Макдональдсі, яке називається "Хеппі Міл".

Дитяче меню (або дитяча їжа) — це страва швидкого приготування, яка пристосована для дітей. Зазвичай продається в різнокольорових пакетах або картонних коробках із вкладеними активностями /іграми чи іграшкою всередині.   До складу більшості стандартних дитячих меню входять бургери або курячі нагетси, гарніру та безалкогольний напій. 

## Історія
Одна з найперших дитячих страв "Funmeal" (дослівний переклад - "весела їжа")  з'явилася в "Burger Chef" у 1973 році та мала успіх серед споживачів. Розуміючи популярність дитячого меню, McDonald's представив свій Happy Meal у 1978 році,  а інші корпорації швидкого харчування, включаючи Burger King, наслідували цей приклад, готуючи власні дитячі страви. 
Деякі корпорації швидкого харчування вважають своїми «найвагомішими» клієнтами дітей через популярність дитячих страв.  Їхня ефективність пояснюється тим фактом, що підтримка дітей часто означає заступництво сім'ї, а також привабливістю іграшок, які часто входять до колекційних серій.  У 2006 році витрати корпорацій швидкого харчування на іграшки в дитячому меню склали 360 мільйонів доларів, що становило понад 1,2 мільярда доларів. 
Популярність дитячого меню в останні роки знизилася, а дослідження NPD Group показало, що у 2011 році продажі дитячого харчування скоротилися на 6%.  Пояснення включають усвідомлення батьками того, що дитяче харчування нездорове, бажання батьків заощадити гроші (вони натомість замовляють страви за вигідним меню). Діти «стали більш вибагливими у своїх смаках» і шукають страви зі звичайного меню, але в менших порціях.  Дитячі іграшки-їдальні також більше не приваблюють молодь, яка дедалі більше орієнтована на технології,  у т.ч. відеоігор. 
Дитяче харчування зазнало змін у відповідь на критику, пропонуючи корисніший вибір та більшу різноманітність.  У 2011 році дев'ятнадцять мереж харчування, що беруть участь в ініціативі «Діти живуть добре», включаючи Burger King, Denny's, IHOP, Chili's, Friendly's, Chevy's та El Pollo Loco, зобов'язалися «пропонувати принаймні одне дитяче меню, яке містить менше 600 калорій, без безалкогольних напоїв та містить принаймні два продукти з таких груп продуктів, як фрукти, овочі, цільнозернові продукти, нежирні білки або молочні продукти з низьким вмістом жиру». 

## Критика
Харчові критики висловлювали занепокоєння щодо цінності дитячого харчування. Дослідження, проведене Центром Рудда з питань продовольчої політики та ожиріння у 2010 році, що вивчало дитяче харчування 12 мереж харчування США  показало, що з 3039 комбінацій основних страв дванадцять відповідали рекомендованим рівням жиру, натрію та калорій для дітей дошкільного віку, а 15 – для дітей старшого віку  .

### Відмінності дитячого меню від звичайного[12]:
1. Страви для дітей мають бути прості в подачі. Наприклад, не можна додати в дитяче меню хінкалі, адже дитина не вміє їх їсти, через що бульйон усередині нього може забруднити одяг.
2. Страви для дітей відповідно до їхніх вікових особливостей мають бути без великої кількості спецій та сирих компонентів.
3. Смаки в дитячому меню мають бути простими.
4. Важлива швидкість та проста технологія приготування, щоб дитина першою отримала страву за столом.

### Невідповідні іграшки
Burger King отримав критику за просування та орієнтацію на дітей кількох фільмів з рейтингом PG-13, зокрема «Загублений світ: Парк Юрського періоду», «Маленькі солдатики» , «Дикий, дикий Захід», «Зоряні війни: Епізод III – Помста ситхів »  та «Сімпсони у фільмі»  . McDonald's також критикували за випуск іграшок "Happy Meal" для фільму «Бетмен повертається», зрештою відкликавши та припинивши просування іграшок після скарг батьків на те, що «Бетмен повертається» не підходить для дітей. Незважаючи на суперечки, McDonald's все ж просував продовження фільму «Бетмен назавжди» три роки потому.  Коли McDonald's рекламував іграшку «Міньйони» 2015 року, то виникла суперечка, оскільки батьки вважали, що в одній з іграшок використовується ненормативна лексика . 

## Законодавство
У Сполучених Штатах дитяче харчування звинувачують у формуванні нездорових харчових звичок у дітей та збільшенні дитячого ожиріння .  У 2010 році округ Санта-Клара, Каліфорнія, запровадив заборону на іграшки, що додаються до дитячого харчування, якщо вони не відповідають стандартам;  ресторани, на які поширюється заборона, продемонстрували покращення балів за оцінку дитячого меню у 2,8–3,4 раза  порівняно з періодом до та після постанови (наприклад, покращення рекомендацій щодо харчування на місці; просування здорової їжі, напоїв та гарнірів; а також маркетинг та розповсюдження іграшок) з мінімальними змінами в ресторанах.   Округ Сан-Франциско запровадив таку саму заборону , а аналогічні були запропоновані або розглянуті в інших містах чи штатах по всій країні.  Дослідження, яке вивчало вплив заборони в Сан-Франциско, показало, що обидві постраждалі мережі ресторанів відреагували на постанову, продаючи іграшки окремо від дитячого харчування, але жодна з них не змінила своє меню, щоб відповідати критеріям харчування, встановленим постановою.  І навпаки, законодавці в Аризоні заборонили такі обмеження, а сенатори штату Флорида також підтримали. 
За межами Сполучених Штатів, Іспанія  та Бразилія , також розглядали такі заходи. У 2012 році Чилі повністю заборонила іграшки в дитячому харчуванні. 

## Дитяче меню за Клопотенком
Із січня 2022 року змінили харчування для українських школярів. Дітям у їдальнях зменшили кількість хліба, цукру й солі, але натомість додали овочів, м’яса і молочних продуктів на тарілках. В оновленому меню, яке розробив зірковий кухар Євген Клопотенко, — 160 страв. Серед них варто виділити наступний перелік: суп перловий з томатами, риба хек запечена, борщ Полтавський, плов з м’ясом, салат з буряка і сухариків, риба хек тушкована з овочами, печеня по-домашньому зі свининою, сирно-рисова запіканка з ягідним кюлі,курячий шніцель, салат із моркви і сиру твердого, рибна юшка Херсонська, чахохбілі з куркою, банош, салат із квашеної капусти і солоних огірків, каша кускус розсипчаста, картопля смажена скибочками, курка тушкована в соусі гуляш.

## Покликання
1. 1 2  Bishop, Pete (20 березня 1990). Fast food meals for kids come under fire. The Daily Telegraph. Процитовано 21 жовтня 2012.
2. 1 2  Reynolds, Annette (18 лютого 1989). Restaurants serve up toys for kids. State Times.
3. ↑  Spartos, Carla (9 вересня 2009). MC in a box. New York Post. с. 2. Архів оригіналу за 27 липня 2021. Процитовано 21 жовтня 2012.
4. ↑  Whitfield (26 вересня 2011). New Factor Can Lift Stock, But It Can't Be Only Factor. Investor's Business Daily. Архів оригіналу за 9 липня 2019. Процитовано 21 жовтня 2012.
5. ↑  Burger Chef filed suit against McDonald's over the Happy Meal but lost the case.[4]
6. 1 2 3 4  Smith, Andrew F. (2011). Kids' meals. Fast Food and Junk Food: An Encyclopedia of What We Love to Eat. ABC-CLIO. с. 393—394. ISBN 9780313393945.
7. 1 2  Pedicini, Sandra (22 квітня 2012). There's less appetite for children's meals at restaurants. Orlando Sentinel. Архів оригіналу за 26 квітня 2012. Процитовано 21 жовтня 2012.
8. ↑  Horovitz, Bruce (28 травня 2009). Toys may be story in kids meals' steady decline. USA Today. Архів оригіналу за 3 грудня 2013. Процитовано 21 жовтня 2012.
9. 1 2  Smith, Joyce (27 червня 2012). Kids' meal orders decline as restaurants offer more healthful choices. The Kansas City Star. Архів оригіналу за 12 жовтня 2012. Процитовано 22 жовтня 2012.
10. ↑  Bernstein, Sharon (13 липня 2011). Restaurants to offer more-healthful fare for kids. Los Angeles Times. Архів оригіналу за 22 травня 2012. Процитовано 21 жовтня 2012.
11. ↑  Christian, Ken (8 листопада 2010). Study finds healthy kids' meal choices are few and far between. NBC. Архів оригіналу за 5 лютого 2013. Процитовано 21 жовтня 2012.
12. ↑  Дитяче меню в кафе та ресторанах — Poster POS. joinposter.com (укр.). Процитовано 19 червня 2025.
13. ↑  Small Soldiers, Big Controversy. E! Online. 10 липня 1998. Процитовано 29 квітня 2016.
14. ↑  Critics take aim at Burger King's 'Star Wars' meal - May. 24, 2005. Процитовано 29 квітня 2016.
15. ↑  OT: BK toys for PG-13 Simpson's movie. The DIS Disney Discussion Forums - DISboards.com. 29 серпня 2007. Процитовано 29 квітня 2016.
16. ↑  Jessica Eggert (9 липня 2015). Is this McDonald's 'Minions' toy saying 'what the f*ck' or what?. Mashable. Процитовано 29 квітня 2016.
17. ↑  York, Emily Bryson (10 квітня 2012). McDonald's, rivals see diminishing appeal for kids meals. Chicago Tribune. Архів оригіналу за 14 листопада 2012. Процитовано 21 жовтня 2012.
18. ↑  Bonisteel, Sara (28 квітня 2010). Toys banned in some California fast food restaurants. CNN. Архів оригіналу за 5 жовтня 2013. Процитовано 21 жовтня 2012.
19. ↑  Krukowski, Rebecca A.; Eddings, Kenya; Smith West, Delia (2011). The Children's Menu Assessment: Development, Evaluation, and Relevance of a Tool for Evaluating Children's Menus. Journal of the American Dietetic Association (англ.). 111 (6): 884—888. doi:10.1016/j.jada.2011.03.018. PMID 21616202.
20. 1 2  Otten, Jennifer J.; Saelens, Brian E.; Kapphahn, Kristopher I.; Hekler, Eric B.; Buman, Matthew P.; Goldstein, Benjamin A.; Krukowski, Rebecca A.; O’Donohue, Laura S.; Gardner, Christopher D. (17 липня 2014). Impact of San Francisco's Toy Ordinance on Restaurants and Children's Food Purchases, 2011–2012. Preventing Chronic Disease. 11: 140026. doi:10.5888/pcd11.140026. ISSN 1545-1151. PMC 4110247. PMID 25032837.  Ця стаття містить текст з джерела, що зараз в суспільному надбанні.
21. ↑  Otten, Jennifer J.; Hekler, Eric B.; Krukowski, Rebecca A.; Buman, Matthew P.; Saelens, Brian E.; Gardner, Christopher D.; King, Abby C. (2012). Food Marketing to Children Through Toys. American Journal of Preventive Medicine (англ.). 42 (1): 56—60. doi:10.1016/j.amepre.2011.08.020. PMID 22176847.
22. ↑  Park, Madison (1 грудня 2011). Happy Meal toys no longer free in San Francisco. CNN. Архів оригіналу за 21 червня 2012. Процитовано 21 жовтня 2012.
23. ↑  Levine, Dan; Lisa Baertlein (9 травня 2011). Fast-food lobbies U.S. states on Happy Meal laws. Reuters. Архів оригіналу за 30 грудня 2011. Процитовано 23 жовтня 2012.
24. ↑  Abend, Lisa (1 грудня 2010). In Spain, Taking Some Joy out of the Happy Meal. Time. Архів оригіналу за 14 жовтня 2012. Процитовано 21 жовтня 2012.
25. ↑  Ellsworth, Brian (15 червня 2009). Brazilian prosecutor wants to ban fast-food toys. Reuters. Архів оригіналу за 5 жовтня 2012. Процитовано 21 жовтня 2012.
26. ↑  Chile Bans Toys in Fast Food to Attack Child Obesity. Associated Press. 2 серпня 2012. Архів оригіналу за 4 жовтня 2012. Процитовано 21 жовтня 2012.
27. ↑  Меню за Клопотенком: як батькам перевірити, чим годують дітей у школах?. Освіторія Медіа (укр.). Процитовано 19 червня 2025.

[[Категорія:Фаст-фуд]]
[[Категорія:Дитинство]]